# Seifhennersdorf
Seifhennersdorf (baix sòrab: Zaruž, alt sòrab Wodowe Hendrichecy) és un municipi alemany que pertany a l'estat de Saxònia. Està situat a la frontera amb la República Txeca, i les ciutats txeques de Rumburk i Varnsdorf s'estenen a través de la frontera cap al nord-est i sud de la ciutat. Es troba a 8 km al sud d'Ebersbach i oest de 14 quilòmetres de Zittau.

## Evolució demogràfica
| Any  | Població |
| 1834 | 5.107    |
| 1871 | 6.309    |
| 1890 | 6.998    |
| 1910 | 8.116    |
| 1925 | 8.143    |
| 1939 | 7.850    |
| 1946 | 9.181    |
| 1950 | 9.508    |
| 1964 | 8.670    |
| 1990 | 6.874    |
| 2000 | 5.241    |

## Història
Durant la Segona Guerra Mundial s'hi ha muntar un subcamp del Camp de concentració de Flossenburg.

## Fills il·lustres
- Gottfried Grünewald (1673-1739), cantant d'òpera i compositor.

## Agermanaments
- Świeradów Zdrój
- Gaimersheim
- Udvari